# 铁佛镇 (通江县)
铁佛镇，是中华人民共和国四川省巴中市通江县下辖的一个乡镇级行政单位。2020年5月，撤销双泉乡、文峰乡和三合乡，将原文峰乡、原双泉乡和原三合乡尖山坪村、胜利村、补巴石村、插垭子村所属行政区域划归铁佛镇管辖。

## 行政区划
铁佛镇下辖以下地区：
铁佛街道社区、平坝村、金斗岩村、尖包岭村、白土垭村、观山坪村、黄咀头村、小岭子村、熨斗山村、印合寨村、八庙岭村、大佛寺村、谷山包村、九龙庙村、陆家山村、邬家塬村、跑马村、凤凰村、渴龙村、社口村、石包村、吴松村和中岭村。